# Kampfgeschwader 54
54-та бомбардувальна ескадра «Тотенкопф» (нім. Kampfgeschwader 54 "Totenkopf" (KG 54) — бомбардувальна ескадра Люфтваффе за часів Другої світової війни. Формування брало участь в усіх кампаніях та великих битвах на Європейському театрі війни із самого початку і до закінчення військових дій.
Бомбардувальна ескадра KG 54 була сформована у травні 1939 року й мала на озброєнні два основні типи німецьких середніх бомбардувальників: Heinkel He 111 і Junkers Ju 88. Емблемою частини був символ людського черепа і перехрещених кісток, причому кістки значно перетиналися за черепом. Ця відмітка для всього крила бомбардувальника іноді відображалася на щитоподібному пристрої, але частіше зображувалася на звичайному камуфльованому забарвленні. Ця емблема мала графічну подібність до знака 3-ї танкової дивізії СС, відомої як «Тотенкопф» (Дивізія СС «Мертва голова»).
У вересні 1939 року KG 54 вступила у свою першу кампанію, коли німецькі війська вторглися в Польщу, якою почалася Друга світова війна. Під час Дивної війни бомбардувальники ескадри проводили скидання пропагандистських листівок над Францією. У квітні 1940 року KG 54 залучалася до підтримки операції «Везерюбунг», вторгнення в Данію та Норвегію. У травні 1940 року ескадра грала виключно важливу і суперечливу роль у проведення операції «Гельб», німецькому вторгненні в Західну Європу. 14 травня 1940 року, коли битва за Голландію досягла апогею, бомбардувальники ескадри провели Роттердамський бліц, який зруйнував центр міста і убив багатьох мирних жителів. KG 54 продовжувала підтримувати німецькі війська в битві за Бельгію та Францію до повної капітуляції останньої в червні 1940 року.
З липня 1940 року ескадра брала участь у битві за Британію, зазнавши значних втрат, особливо під час проведення Бліца. KG 54 також надавала серйозну підтримку діям Крігсмаріне, німецькому флоту, в ході битви за Атлантику. З червня 1941 з початком операції «Барбаросса», вторгненням до Радянського Союзу і по жовтень 1942 року бомбардувальна ескадра брала участь у боях на Східному фронті. У 1943 році ескадра билася на Середземномор'ї, на Близькому Сході, у Північно-Африканській кампанії, на італійському фронті. У першій половині 1944 року пілоти KG 54 брали участь в операції «Штайнбок» зі стратегічного бомбардування південної Англії. З червня 1944 року, з початком вторгнення союзників до континентальної Європи, вона підтримувала німецькі війська в боях за плацдарми, а потім билася на Західному фронті до жовтня 1944 року, коли була розформована остання група бомбардувальників ескадри. Деякі з них були перетворені на винищувальні групи і продовжували змагатися в 1945 році.

## Командування

### Командири
- оберст Вальтер Лакнер (нім. Walter Lackner) (1 травня 1939 — 19 травня 1940);
- оберст-лейтенант Отто Гене (нім. Otto Höhne) (22 червня 1940 — 23 листопада 1941);
- оберст-лейтенант Вальтер Марінфельд (нім. Walter Marienfeld) (23 листопада 1941 — 1 квітня 1943);
- оберст-лейтенант барон Фольпрехт Рідезель цу Айзенбах (нім. Volprecht Riedesel Freiherr zu Eisenbach) (1 квітня 1943 — 27 лютого 1945);
- майор Гансгеорг Бетхер (нім. Hansgeorg Bätcher) (27 лютого — 8 травня 1945).

### Основні райони базування штабу 54-ї бомбардувальної ескадри[1]
| Час                             | Місто                     | Підпорядкованість                                          | Основний літак |
| ------------------------------- | ------------------------- | ---------------------------------------------------------- | -------------- |
| 1 травня — вересень 1939        | Фріцлар                   | 3-й повітряний флот                                        | He 111P        |
| вересень 1939 — лютий 1940      | Гютерсло/Мюнстер-Гандорф  | 4-та авіаційна дивізія з 11.10.1939 — IV повітряний корпус | He 111P        |
| лютий — 28 травня 1940          | Квакенбрюк                | IV повітряний корпус                                       | He 111P        |
| 28 травня — 10 липня 1940       | Кельн-Остгайм             | IV повітряний корпус                                       | He 111P/Ju 88A |
| 10 — 26 липня 1940              | Куломм'є                  | V повітряний корпус                                        | Ju 88A         |
| 26 липня 1940 — 1 червня 1941   | Евре                      | V повітряний корпус                                        | Ju 88A         |
| 1 — 17 червня 1940              | Штубендорф                | V повітряний корпус                                        | Ju 88A         |
| 17 червня — 12 липня 1941       | Свідник                   | V повітряний корпус                                        | Ju 88A         |
| 12 липня — серпень 1941         | Гранівка                  | V повітряний корпус                                        | Ju 88A         |
| серпень — 18 жовтня 1941        | Кіровоград                | V повітряний корпус                                        | Ju 88A         |
| 18 жовтня — 17 листопада 1941   | Дніпропетровськ-Північний | V повітряний корпус                                        | Ju 88A         |
| 17 листопада — 21 грудня 1941   | Меммінген                 | II повітряний корпус                                       | Ju 88A         |
| 21 грудня 1941 — 21 травня 1943 | Катанія                   | II повітряний корпус                                       | Ju 88A         |
| 21 травня — 1 серпня 1943       | Гроттальє                 | II повітряний корпус                                       | Ju 88A         |
| 1 серпня — 20 вересня 1943      | Фоджа                     | II повітряний корпус                                       | Ju 88A         |
| 20 вересня — жовтень 1943       | Бергамо                   | II повітряний корпус                                       | Ju 88A         |
| жовтень 1943 — січень 1944      | Інгольштадт               | IX повітряний корпус                                       | Ju 88A         |
| січень — червень 1944           | Маркс                     | IX повітряний корпус                                       | Ju 88A         |
| червень — 15 серпня 1944        | Ейндговен                 | IX повітряний корпус                                       | Ju 88A         |
| 15 — 22 серпня 1944             | Орлеан-Брісі              | IX повітряний корпус                                       | Ju 88A         |
| 22 серпня 1944 — 8 травня 1945  | Гібельштадт               | IX повітряний корпус з 26.1.1945 — 9-та авіаційна дивізія  | Me 262A        |